# Komyschiwka
Komyschiwka (ukrainisch Комишівка; russisch Камышевка/Kamyschewka) ist eine Siedlung städtischen Typs im Zentrum der ukrainischen Oblast Donezk mit etwa 450 Einwohnern.
Der Ort liegt am Rande des Donezbecken nahe der Wowtscha, er entstand nach dem Zweiten Weltkrieg und erhielt 1971 den Status einer Siedlung städtischen Typs. Das Oblastzentrum Donezk liegt etwa 37 Kilometer südöstlich, die Stadt Selydowe 13 Kilometer südwestlich von Komyschiwka.
Am 12. Juni 2020 wurde die Siedlung zum Zentrum der neugegründeten Stadtgemeinde Nowohrodiwka, bis dahin war der Ort ein Teil der Stadtratsgemeinde Selydowe, welche unter Oblastverwaltung im Osten ihn umgebenden Rajons Pokrowsk lag.
Am 17. Juli 2020 wurde der Ort selbst ein Teil des Rajons Pokrowsk.